# Riva Ligure
Riva Ligure (im Ligurischen: Rìva) ist eine norditalienische Gemeinde mit 2780 Einwohnern (Stand 31. Dezember 2023) in der Region Ligurien, politisch gehört sie zur Provinz Imperia.

## Geographie
Riva Ligure liegt an der Riviera di Ponente und ist circa 14 Kilometer von der Provinzhauptstadt Imperia entfernt.
Nach der italienischen Klassifizierung bezüglich seismischer Aktivität wurde die Gemeinde der Zone 2 zugeordnet. Das bedeutet, dass sich Riva Ligure in einer seismisch moderat bis stark aktiven Zone befindet.

## Klima
Die Gemeinde wird unter Klimakategorie C klassifiziert, da die Gradtagzahl einen Wert von 1054 besitzt. Das heißt, die in Italien gesetzlich geregelte Heizperiode liegt zwischen dem 15. November und dem 31. März für jeweils 10 Stunden pro Tag.